# المقاطعة الجنوب شرقية
المقاطعة الجنوب شرقية (بالإنجليزية: South-East District)‏ هي مقاطعة في بوتسوانا، تتبع بوتسوانا، عاصمتها راموتسوا ‏، تبلغ مساحتها 1780 كيلومتر مربع.

## الموقع
تشترك في الحدود مع:
- مقاطعة كغاتلنغ
- جابورون
- لوباتس
- المقاطعة الجنوبية
- مقاطعة كويننغ
- الشمالية الغربية.